# Pakistan op de Olympische Zomerspelen 2012
Pakistan nam deel aan de Olympische Zomerspelen 2012 in Londen, Verenigd Koninkrijk.
Vier deelnemers, Liaquat Ali op de 100 meter in de atletiek en de deelnemers in de schiet- en zwemsport, namen deel op uitnodiging van de Olympische tripartitecommissie.

## Deelnemers en resultaten
(m) = mannen, (v) = vrouwen

### Atletiek
| Olympiër    | Onderdeel | Resultaat | Prestatie                       |
| ----------- | --------- | --------- | ------------------------------- |
| Liaquat Ali | 100m (m)  | 61e       | voorronde serie 2: 4de in 10,90 |
|             |           |           |                                 |
| Rabia Ashiq | 800m (v)  | 34e       | serie 4: 6de in 2.17,39         |

### Hockey
| Olympiër | Onderdeel | Resultaat | Prestatie |
| --- | --------- | --------- | --- |
| Sohail Abbas Shakeel Abbasi Waseem Ahmad Fareed Ahmed Muhammad Umar Bhutta Rehan Butt Muhammad Imran Muhammad Irfan Abdul Haseem Khan Rashid Mehmood Shafqat Rasool Muhammad Rizwan Jr. Muhammad Rizwan Imran Shah Muhammad Tousiq Muhammad Waqas | mannen    | 7e        | groep A: 4de G van Spanje: 1-1 W van Argentinië: 2-0 V van Groot-Brittannië: 1-4 W van Zuid-Afrika: 5-4 V van Australië: 0-7 7-8ste plek: W van Zuid-Korea: 3-2 |

| Groep A |                  |             |             |             |             |            |            |            |        |
| #       | Land             | Wedstrijden | Wedstrijden | Wedstrijden | Wedstrijden | Doelpunten | Doelpunten | Doelpunten | Punten |
| #       | Land             | G           | W           | G           | V           | V          | T          | Saldo      | Punten |
| 1       | Australië        | 5           | 3           | 2           | 0           | 23         | 5          | +18        | 11     |
| 2       | Groot-Brittannië | 5           | 2           | 3           | 0           | 14         | 8          | +6         | 9      |
| 3       | Spanje           | 5           | 2           | 2           | 1           | 8          | 10         | −2         | 8      |
| 4       | Pakistan         | 5           | 2           | 1           | 2           | 9          | 16         | −7         | 7      |
| 5       | Argentinië       | 5           | 1           | 1           | 3           | 10         | 14         | −4         | 4      |
| 6       | Zuid-Afrika      | 5           | 0           | 1           | 4           | 11         | 22         | −11        | 1      |

| Ronde       | Datum  | Plaats           | Land | Score       | Land |
| ----------- | ------ | ---------------- | ---- | ----------- | ---- |
| Groepsfase  |        |                  |      |             |      |
| 30 juli     | Londen | Spanje           | 1-1  | Pakistan    |      |
| 1 augustus  | Londen | Pakistan         | 2-0  | Argentinië  |      |
| 3 augustus  | Londen | Groot-Brittannië | 4-1  | Pakistan    |      |
| 5 augustus  | Londen | Pakistan         | 5-4  | Zuid-Afrika |      |
| 7 augustus  | Londen | Australië        | 7-0  | Pakistan    |      |
| 7-8ste plek |        |                  |      |             |      |
| 9 augustus  | Londen | Pakistan         | 3-2  | Zuid-Korea  |      |

### Schietsport
| Olympiër     | Onderdeel | Resultaat | Prestatie                                           |
| ------------ | --------- | --------- | --------------------------------------------------- |
| Khurram Inam | skeet (m) | 28e       | kwalificatie: 28ste met 112 punten (21-23-23-20-25) |

### Zwemmen
| Olympiër      | Onderdeel           | Resultaat | Prestatie                    |
| ------------- | ------------------- | --------- | ---------------------------- |
| Israr Hussain | 100m vrije slag (m) | 54e       | serie 2: 8ste in 57,86       |
|               |                     |           |                              |
| Anum Bandey   | 400m wisselslag (v) | 35e       | serie 1: 4de in 5.14,64 (NR) |

Afghanistan · Albanië · Algerije · Amerikaanse Maagdeneilanden · Amerikaans-Samoa · Andorra · Angola · Antigua en Barbuda · Argentinië · Armenië · Aruba · Australië · Azerbeidzjan · Bahama's · Bahrein · Bangladesh · Barbados · België · Belize · Benin · Bermuda · Bhutan · Bolivia · Bosnië en Herzegovina · Botswana · Brazilië · Britse Maagdeneilanden · Brunei · Bulgarije · Burkina Faso · Burundi · Cambodja · Canada · Centraal-Afrikaanse Republiek · Chili · China · Chinees Taipei · Colombia · Comoren · Congo-Brazzaville · Congo-Kinshasa · Cookeilanden · Costa Rica · Cuba · Cyprus · Denemarken · Djibouti · Dominica · Dominicaanse Republiek · Duitsland · Ecuador · Egypte · El Salvador · Equatoriaal-Guinea · Eritrea · Estland · Ethiopië · Fiji · Filipijnen · Finland · Frankrijk · Gabon · Gambia · Georgië · Ghana · Grenada · Griekenland · Groot-Brittannië · Guam · Guatemala · Guinee · Guinee‑Bissau · Guyana · Haïti · Honduras · Hongarije · Hongkong · Ierland · IJsland · India · Indonesië · Irak · Iran · Israël · Italië · Ivoorkust · Jamaica · Japan · Jemen · Jordanië · Kaaimaneilanden · Kaapverdië · Kameroen · Kazachstan · Kenia · Kirgizië · Kiribati · Koeweit · Kroatië · Laos · Lesotho · Letland · Libanon · Liberia · Libië · Liechtenstein · Litouwen · Luxemburg · Macedonië · Madagaskar · Malawi · Maldiven · Maleisië · Mali · Malta · Marshalleilanden · Marokko · Mauritanië · Mauritius · Mexico · Micronesië · Moldavië · Monaco · Mongolië · Montenegro · Mozambique · Myanmar · Namibië · Nauru · Nederland · Nepal · Nicaragua · Nieuw-Zeeland · Niger · Nigeria · Noord-Korea · Noorwegen · Oeganda · Oekraïne · Oezbekistan · Oman · Oostenrijk · Oost-Timor · Pakistan · Palau · Palestina · Panama · Papoea-Nieuw-Guinea · Paraguay · Peru · Polen · Portugal · Puerto Rico · Qatar · Roemenië · Rusland · Rwanda · Saint Kitts en Nevis · Saint Lucia · Saint Vincent en Grenadines · Salomonseilanden · Samoa · San Marino · Sao Tomé en Principe · Saoedi-Arabië · Senegal · Servië · Seychellen · Sierra Leone · Singapore · Slovenië · Slowakije · Soedan · Somalië · Spanje · Sri Lanka · Suriname · Swaziland · Syrië · Tadzjikistan · Tanzania · Thailand · Togo · Tonga · Trinidad en Tobago · Tsjaad · Tsjechië · Tunesië · Turkije · Turkmenistan · Tuvalu · Uruguay · Vanuatu · Venezuela · Verenigde Arabische Emiraten · Verenigde Staten · Vietnam · Wit-Rusland · Zambia · Zimbabwe · Zuid-Afrika · Zuid-Korea · Zweden · Zwitserland · Onafhankelijke atleten